# Josse Schollaert

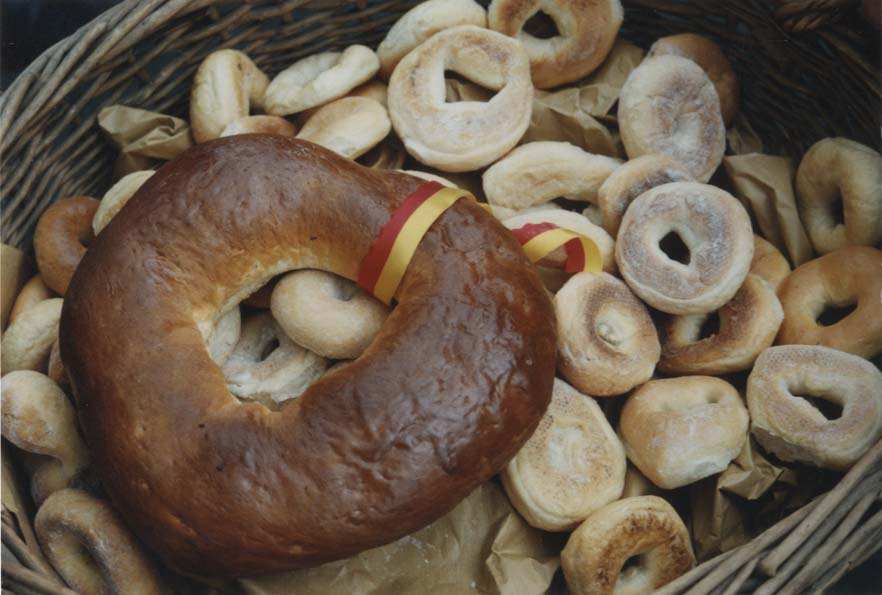
Krakelingen voor de Krakelingenworp

Josse of Joos Schollaert (Geraardsbergen, 1564 – Geraardsbergen, 24 januari 1608) was een dichter en toneelschrijver in het graafschap Vlaanderen, in de Spaanse Nederlanden.

## Levensloop
Schollaert groeide op in Geraardsbergen, een stad in Rijks-Vlaanderen, dat behoorde tot het Rooms-Duitse Rijk. Hij was een latinist. Hij werd directeur van de Latijnse school, later omgevormd tot het Sint-Catharinacollege, in zijn geboortestad (1591). Schollaert was de eerste directeur nadat de stad de Latijnse school had gekocht van de Broeders van het Gemene Leven; daarom werd de Latijnse school in Schollaert’s tijd ook Stadscollege genoemd. Schollaert schreef gedichten in het Nederlands en in het Latijn, soms korte grafschriften en aforismen. Eén lang gedicht is van hem bekend. Hier bezingt hij, in het Latijn, het jaarlijkse feest van de Krakelingen op de Oudenberg.
Van zijn toneelstukken is niets bewaard; de titels zijn wel bekend, onder meer Gedeon, Liederic, Forestier van Vlaenderen, Sint-Bartolomeüs en Acharistus.
Schollaert bleef directeur van de Latijnse school tot zijn dood in 1608.